# Angolkór
Az angolkór egy hiánybetegség, melynek okozója a csontok csökkent mineralizációja és kalciumtartalma. Jellemzően D-vitamin-hiány áll a hátterében.

## Kialakulása
A D-vitamin hiánya következtében a kalcium és foszfor felszívódása a belekben nem elégséges. Ennek következménye, hogy a vérben leesik a kalcium és a foszfát szintje és növekszik az alkalin-foszfatáz aktivitás. Ez végső fokon a csontok kilágyulásához vezet.
A betegségnek domináns genetikai oka is lehet, aminek következménye, hogy nem megfelelő a D-vitamin hasznosulása, így a páciens a D-vitamin adására sem reagál. A betegségre való hajlam gyakran öröklődik, inkább fiúkban, mint lányokban. Közvetlen oka a foszfát nem elégséges felszívódása a vesékben.

## Megjelenése
Gyermekekben jellemző a donga láb, a gerinc, a medence és a mellkas torzulása, amik a normál mechanikus terhelés következtében alakulnak ki. Jellemző egyes csontok megvastagodása, például a térdben, a csuklóban, a bokában. Hat hónapnál fiatalabb csecsemőknél izomrángás és tetánia (=merevgörcs) is felléphet.

## Kimutatása
Ha  vérben lévő kalcium szintje alacsony, 5–7 mg/100 ml tartományban van, és magas az alkalin-foszfatáz aktivitás, az angolkórra, illetve csontlágyulásra utal.

## Története
Bizonyítékok alapján már kb. 50 000 évvel ezelőtt, a neandervölgyi emberek esetében előfordult az angolkór.
A betegség első tudományos leírása Dr. Daniel Whistlertől származik 1645-ből, és Francis Glisson professzortól 1650-ből. Az angolkórt elsőként Észak-Európában, elsősorban Angliában és az Egyesült Államokban írták le az ipari forradalom alatt, amikor sok ember kezdett élni városi környezetben, ahol jellemző volt a légszennyezés és a kevés napfény.
Az angolkór megértéséhez fontos volt tisztázni a csontok fejlődését. A csontok első formális leírását Marchand (1842), Bibard (1844) és Friedleben (1860) végezte el. 1849-ben Trousseau és Lasque felismerte, hogy a csontlágyulás (osteomalacia) és az angolkór ugyanannak a betegségnek különböző megjelenései. 1885-ben Pommer írta le először az angolkóros csontok kóros megjelenését.
1886-ban és 1890-ben Hirsch és Palm mennyiségi vizsgálatot végzett az angolkór földrajzi elterjedésére vonatkozóan és azt találták, hogy az angolkór kapcsolatban van a napfény hiányával. Ezt igazolta 1919-ben Huldschinsky, amikor bemutatta, hogy az angolkór ultraviola fénnyel kezelhető.
Az 1900-as évek elején a vitaminok koncepciója nagyobb figyelmet kapott a táplálkozásban mint élelmezési tényező. Ez az angolkór jobb megértéséhez vezetett. 1919-ben Sir Edward Mellanby speciális táplálással angolkórt tudott előidézni 400 kutyakölyök esetén. Ugyanő megmutatta, hogy az angolkórt tőkehal-olajjal vagy vajzsírral meg lehet előzni. Úgy vélte, hogy a megelőzéshez A-vitamin szükséges (mivel a tőkehal-olaj és a vajzsír is A-vitamint tartalmaz). Az A-vitamin és a D-vitamin közti különbségre 1922-ben McCollum mutatott rá, amikor laboratóriumi körülmények között a levegőre és a hőhatásra való hatásokat vizsgálta, és kimutatta az A-vitamin és a D-vitamin közti különbséget.
Bár ismert volt, hogy mind az UV-fény, mind a D-vitamin hatásos az angolkór megelőzésében és gyógyításában, a két tényező közötti összefüggést nem ismerték fel rögtön. 1923-ban Goldblatt és Soames felfedezték, hogy az UV-fénnyel besugárzott élelmiszer, amivel patkányokat tápláltak, megelőzi az angolkór kialakulását macskákban, de a nem besugárzott étel nem. 1925-ben Hess és Weinstock kimutatták, hogy a védő hatást a bőr UV-besugárzása okozza. Kimutatták, hogy a bőrben létező D-provitamin D-vitaminná alakul UV-fény hatására.